# Fiumicello (affluente dell'Ofanto)
Il Fiumicello è un corso d'acqua che nasce in contrada Boiara, nel comune di Teora in provincia di Avellino, in un'area particolare denominata “Vullo”, parola che, nel dialetto locale, evoca il ribollio dell'acqua che sgorga dalla sorgente rocciosa.

## Corso
Durante il suo percorso Fiumicello si alimenta delle acque del vallone Tarantino (che raccoglie, a sua volta, le acque della storica fontana del Piano o dei Tarantini), del vallone del Lupo e di altri rivoli che contribuiscono ad aumentarne sensibilmente la portata nella pianeggiante contrada che proprio da Fiumicello prende il nome. Sebbene la portata si sia ridotta considerevolmente negli ultimi decenni, racconti confusi e frammentari di molti anni addietro, narrano di tentativi di cooptazione delle acque di Fiumicello, di fatto mai avvenuta, per la ferma opposizione dei contadini che le utilizzavano (e utilizzano tuttora) per l'irrigazione dei campi circostanti.
In tempi lontani Fiumicello è stato anche fonte di energia idraulica per l'attivazione di mulini ad acqua. A tal scopo fu realizzata la “Palata”, un piccolo bacino costruito lungo il percorso del fiume per convogliare masse maggiori di acqua e facilitare in tal modo il movimento delle ruote dei mulini situati a valle e di cui ormai restano pochi ruderi. Non c'è più nemmeno “lo Stagnone”, un invaso naturale utilizzato dalla popolazione locale fino alla fine degli anni ‘60 per la pesca della trota ma anche per la balneazione. Fiumicello compie il suo percorso interamente nel territorio del comune di Teora sfociando nell'Ofanto.

## Fauna
Le acquee del torrente, in base alla relazione dell'Arpa Basilicata, sono abitare dall'alborella appenninica, dal cavedano italico, dal cobite fluviale, dalla pseudorasbora e dalla rovella.